# Aleksandr Golubev
Aleksandr Vjačeslavovič Golubev (rus. Александр Вячеславович Голубев) (Kostroma, Kostromska oblast, Rusija, 19. svibnja 1972.) je bivši ruski brzi klizač. Na ZOI u Lillehammeru 1994. je osvojio zlato u utrci na 500 m. S vremenom od 36,33 min., postavio je novi olimpijski rekord na 500 m. Nakon tog uspjeha, klizačka kvaliteta Golubeva je naglo opala tako da kasnije na međunarodnim klizačkim prvenstvima nikada nije bio među prva tri. Tako je primjerice na Olimpijadi u Naganu 1998. bio tek 19.

## Olimpijske igre

### OI 1994. Lillehammer
| Lillehammer 1994. Finale - 500 m | Lillehammer 1994. Finale - 500 m | Lillehammer 1994. Finale - 500 m |
| RANG                             | Natjecatelj                      | Vrijeme                          |
| -------------------------------- | -------------------------------- | -------------------------------- |
|                                  | Aleksandr Golubev                | 36,33                            |
|                                  | Sergej Klevčenja                 | 36,39                            |
|                                  | Manabu Horii                     | 36,53                            |

## Vanjske poveznice
- Biografija Aleksandra Golubeva
- International Sketing Union
- Database Olympics.com